# Dibrovka, Mena
Dibrovka (în ucraineană Дібровка) este un sat în comuna Ușnea din raionul Mena, regiunea Cernihiv, Ucraina.

## Demografie
Componența lingvistică a localității Dibrovka
     Ucraineană (100%)
Conform recensământului din 2001, toată populația localității Dibrovka era vorbitoare de ucraineană (100%).